# Michel Maleïnos
Saint Michel Maleïnos (894-961 ou 963) est un moine byzantin, frère du général Constantin Maleïnos et oncle de l'empereur Nicéphore II Phocas. Il est fêté le 12 juillet.

## Biographie
Né sous le nom de Manuel vers 894, il faisait partie du puissant clan Maleïnos originaire de Cappadoce. Sa sœur fut la mère de Nicéphore II Phocas et son frère Constantin Maleïnos fut un grand général. 
Il passa sa jeunesse à la cour l´empereur Léon VI le Sage, son parent. Vers l'âge de 18 ans, après avoir assisté aux derniers moments de l´empereur, Michel décida de se retirer au mont Kyminas en Bithynie, et prit le nom de Michel et fonda une lavra sous la direction de Jean Heladites.
Michel fut plus tard ordonné prêtre et reçut la permission de vivre une vie d'ermite dans une grotte. Son exemple en attira d'autres et il fonda bientôt un monastère auquel il donna une règle stricte. Quand le monastère fut bien établi, il se retira dans un endroit plus reculé, où fut bientôt fondé un autre monastère. Avec le temps et les efforts de Michel, tout le mont Kyminas fut couvert de communautés monastiques.
Athanase l'Athonite, qui débuta la vie monastique au monastère de Michel vers 953, modela plus tard la Grande Laure au Mont Athos sur le modèle de celui de Michel.
Michel Maleïnos mourut entre 961 et 963.

## Vénération
Michel Maleïnos fut le saint patron de Michel Ier de Russie, le premier tsar Romanov. De ce fait, il fut particulièrement révéré par la dynastie Romanov et beaucoup de chapelles lui furent consacrées en Russie.

## Liens
- Ressource relative à la religion :   - Dictionnaire de spiritualité
- Notices d'autorité :   - VIAF
  - ISNI
  - LCCN
  - GND
  - Vatican
  - WorldCat